# Manfred Langer
Manfred Langer (Wenen, 13 mei 1952 - Amsterdam, 21 november 1994) was een Oostenrijkse horecaondernemer die in Amsterdam bekend werd met homocafé Chez Manfred en de beroemde discotheek iT.

## Wenen
Langer werd geboren in Wenen. Zijn moeder verliet haar aan alcohol verslaafde man toen Manfred vier jaar oud was en vond een baan als inpakster op een drukkerij. Ze wilde graag dat Manfred onderwijzer zou worden en stuurde hem naar het gymnasium. Hij verwaarloosde echter zijn studie en op een gegeven moment mocht hij er vanaf. Hij stapte toen over naar de horeca-vakschool.
Langer bleek homoseksueel en deed op 15-jarige leeftijd zijn eerste ervaring op met een oudere man in het kleedhokje van een zwembad. Daarna volgden meerdere korte verhoudingen met vermogende heren. Ten slotte kreeg hij een relatie met een Nederlandse man en verhuisde in 1972 naar Amsterdam, waar hij aanvankelijk werkte als receptionist in het Hilton hotel.

## Amsterdam

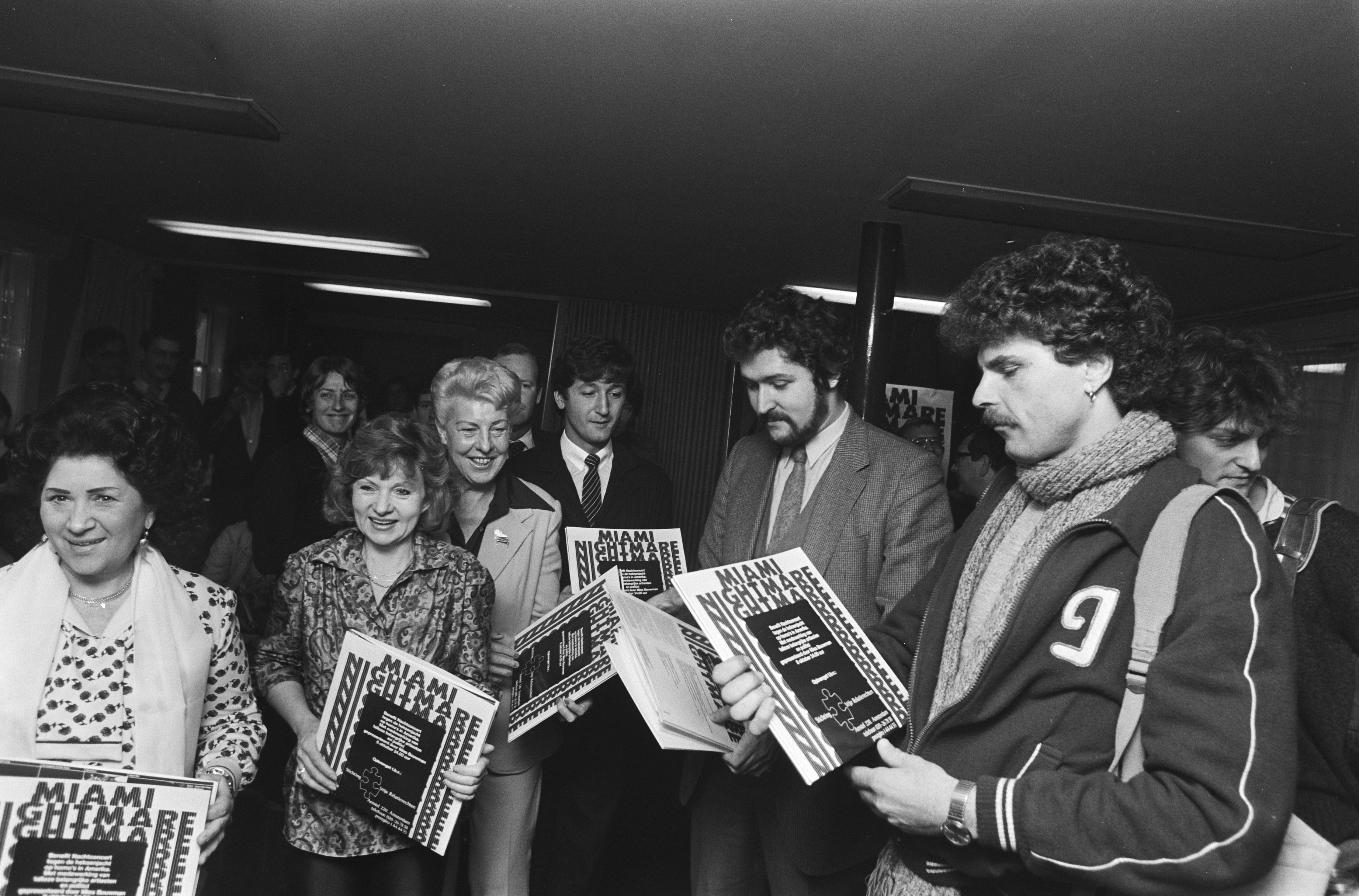
Presentatie opname Miami Nightmare (anti-Bryantmanifestatie) V.l.n.r. Zangeres Zonder Naam, Sylvia de Leur, Pia Beck, Manfred Langer, Henk Krol en Robert Long (1980)

De liefde tussen de twee mannen duurde niet lang, maar Langer stortte zich wel in het Amsterdamse uitgaansleven. Hij leerde daarbij Ad van Besouw kennen, de uitbater van de Amstel Taveerne aan de Amstel 54. Dit was een populaire bruine homokroeg waar veel Nederlandse Schlagers werden gedraaid. Zij kregen een relatie en Manfred kwam in de Amstel Taveerne werken. Samen begonnen ze ook nog de Amstel Taveerne Club aan de Amstel 178.

### Chez Manfred
In 1978 begon Manfred Langer in de Halvemaansteeg 10 zijn eerste eigen café met de naam Chez Manfred. Ongeveer tezelfdertijd eindigde ook zijn relatie met Ad van Besouw. Chez Manfred was net als de Amstel Taveerne een bruine homokroeg met veel Nederlandse muziek en werd, ondanks de concurrentie van laatstgenoemde zaak, een groot succes. De optredens van artiesten als Gerard Joling en René Froger mondden uit in wekelijkse shows in De Kleine Komedie en discotheek Escape aan het Rembrandtplein.
Chez Manfred werd bovendien populair doordat Langer hier als een van de eersten een zogeheten happy hour invoerde, waarbij men twee drankjes voor de prijs van één kreeg. Ongeveer een jaar na de opening van de iT deed Langer de Chez Manfred van de hand, de heropening was op 29 maart 1990. Chez Manfred bestond nog toen Langer in november 1994 overleed.
Na Chez Manfred opende Langer het Wiener Café en homobar Moonlight in de Amstelstraat 43. In 1982 kocht hij ook nog homocafé MacDonald in de Reguliersdwarsstraat en liet dat verbouwen tot de Traffic. Dit werd echter geen succes en hij droeg deze zaak toen over aan zijn ex-vriend Dirk Dol, die er wel een succes van wist te maken.

### Discotheek iT
In 1989 opende Langer aan de Amstelstraat 24 de iT. Eerst was het de bedoeling dat het etablissement Possums zou heten, het kooswoordje dat Dame Edna in haar talkshows regelmatig voor haar gasten gebruikte. Edna zou de disco ook moeten openen, maar daarvoor vroeg zij/hij te veel geld, waarop Langer een nieuwe naam bedacht. Nelly Frijda, die net bekend was geworden als Ma Flodder, bleek een goede vervangster.
De iT werd een homodisco, met veel travestie, leatherparty's en male strippers. Ook hetero's stroomden echter toe in de als hip beschouwde gelegenheid. Dat vond de oorspronkelijke clientèle weer niet leuk, waarna Langer besloot de zondagavond voor hetero's vrij te houden. Ook beroemdheden als Grace Jones, Julio Iglesias, Richard Krajicek en Marco van Basten kwamen naar deze disco, wat de zaak internationale bekendheid gaf. Vele sceptische geluiden ten spijt werd de iT een doorslaand succes.
In 1993 schreef Manfred Langer over zijn succesvolle discotheek het boekje Alle Geheimen van de iT (ISBN 90-6974-106-7).

## Muziek
Manfred Langer nam ook diverse singles op, zowel in z'n eentje als samen met anderen:
- "Anita Bryant (A message from Holland)" / "Just you and me", uitgebracht door Munich in 1977;
- Met Astrid Nijgh: "In de Amstel Taveerne" / "Drink meer Amstelbier", uitgebracht door Bingo Star in 1977;
- "Anders" / "Jij en ik", uitgebracht door JoJo in 1979
- Manfred & De Manfredjes: "Al heten we geen Bernhard" / Manfred Langer: "Ik voel het in m'n benen", uitgebracht door Starlet in 1979;
- "Zonnestralen" / "Truus is van adel", uitgebracht door MM in 1981;
- "Jij bent een lellebel" / "Ik zal het voor deze keer geloven", uitgebracht door CNR in 1981;
- "Zomerdromen" / "Sommerträume", uitgebracht door Ariola in 1984;
- "Rembrandtplein" / "Sirtaki", uitgebracht door CNR in 1986;
- "Ich kann dir sagen wo die Blumen sind" / "Ik kan je zeggen", uitgebracht door CNR in 1987.

## De Gouden Driehoek
Manfred Langer was ook initiatiefnemer van de Gouden Driehoek, een prijs die hij in 1986 instelde voor mensen die de homogemeenschap een dienst hebben bewezen. In de loop der jaren ging de Gouden Driehoek naar de Zangeres zonder Naam (in 1986), André van Duin, Tineke de Nooij (in 1992), Robert ten Brink (in 1993), Paul de Leeuw (in 1994), Albert Mol (in 1998) en Anneke Grönloh. Na lange tijd niet te zijn uitgereikt ontvingen Siep de Haan en de Dutch Diva's (bestaande uit Maggie MacNeal, Sandra Reemer en Marga Bult) de prijs in 2002. Daarna is de Gouden Driehoek niet meer uitgereikt.

## Overlijden

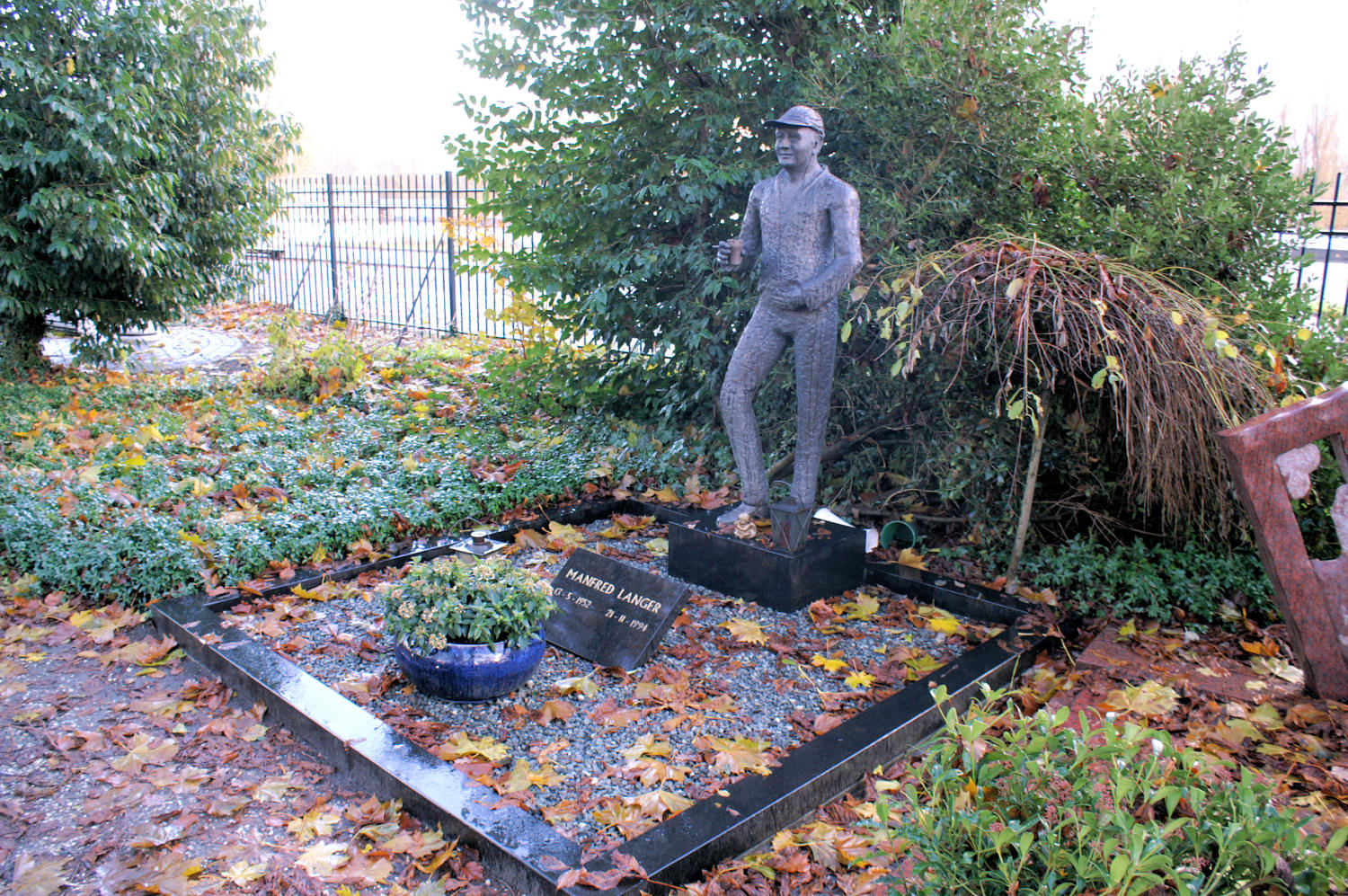
Graf van Manfred Langer op begraafplaats Zorgvlied

In het najaar van 1994 kreeg Manfred Langer last van zijn keel. Een week voor zijn dood volgde de diagnose keelkanker, waarvoor hij behandeld werd in het Antoni van Leeuwenhoekziekenhuis. Langer besloot dat hij euthanasie wilde, maar zover kwam het niet meer. Hij overleed in zijn huis in Amsterdam op 21 november 1994.
Na Langers overlijden vertelde Henk Krol, een goede vriend en hoofdredacteur van de Gay Krant, dat het draaiboek voor de begrafenis al lang klaar lag. Dat moest zijn laatste grote feest worden. De lange stoet met een roze Chevrolet, daarachter twintig witte rouwwagens en vele extravagant geklede mensen, haalde het NOS-journaal.
Langer ligt begraven op de Amsterdamse begraafplaats Zorgvlied. Op zijn graf staat een bijna levensgroot bronzen standbeeld van hem, met een bierglas in de hand.